# Массовое убийство в Касике
24 августа 1998 года в деревнях Касика, Килунгутве, Калама и Зокве, расположенных в вождестве Луинди на территории Мвенга в провинции Южное Киву (восточная Демократическая Республика Конго), произошла трагедия.
Войска «Движения за конголезскую демократию» (ДВК) и Патриотической армии Руанды (ПАР), состоящие в основном из военнослужащих народности тутси, совершили массовое убийство мирных жителей. Жертвами стали более тысячи человек, преимущественно представители общины ниинду.
Эта трагедия глубоко укоренилась в исторической памяти конголезского народа и оказала влияние на видных политических деятелей, правозащитников и организации, занимающиеся защитой прав человека.

## Предыстория
В июле 1994 года, после убийства президента Жувеналя Хабьяриманы, который находился у власти в течение 21 года, в Руанде произошел государственный переворот. Пол Кагаме и его Патриотический фронт Руанды (RPF) захватили власть.
Многие хуту, которые выступали против нового правительства, бежали в леса восточного Заира, ища убежища в таких местах, как Увира, Валунга, Кабаре, Калеха, Шабунда, Гома, Рутчура, Мугунгу, Лак-Верт, Масиси, Валикале, Тинги-Тинги, Амиси, Панги, Касонго и Кинду.
В то же время в Конго разворачивалась война. Патриотическая армия Руанды (RPA) под командованием Кагаме и Альянс демократических сил за освобождение Конго-Заира (AFDL) под руководством Лорана-Дезире Кабилы вместе с бывшими солдатами армии тутси из Заира начали операцию по поиску и уничтожению ополченцев хуту и беженцев. Они также стремились свергнуть правительство Мобуту, которое, по их мнению, лишило тутси политического влияния.
В результате военных действий погибли многочисленные руандийские и бурундийские беженцы, заирские мирные жители и даже ассимилировавшиеся беженцы. К середине 1996 года RPA и AFDL заняли стратегические позиции в провинции Южное Киву и использовали их в качестве плацдарма для захвата других регионов.
В 1997 году повстанцы подошли к Киншасе и изгнали Мобуту. 17 мая Лоран-Дезире Кабила провозгласил себя президентом и переименовал страну в Демократическую Республику Конго (ДРК).
Однако вскоре после этого между Кабилой и руандийскими властями возникла напряженность. Кабила приказал вывести войска из Руанды, Уганды и Анголы. Но руандийская армия отказалась это сделать, и Кабила разорвал отношения с Руандой и Угандой, обвинив их во вмешательстве.
Тогда руандийские группировки тутси, разочаровавшиеся в Кабиле, объединились в «Альянс за конголезскую демократию» (RCD), чтобы свергнуть его. Они получили контроль над значительными территориями в провинции Южное Киву, вытеснив гражданское население и в конечном итоге захватив значительную часть территории Мвенга.
В ответ на это возникли местные группы самообороны, в том числе «Май-Май», которые защищали общины от вторжений RCD и RPA. 23 августа 1998 года «Май-Май» устроили засаду на дороге между Букаву и Кинду, в результате чего погибло около 20 бойцов RCD и RPA, что сорвало их планы по установлению контроля над территорией Мвенга.

## Нападение
Первое нападение произошло в католическом храме в деревне Касика, вождество Лвинди, примерно в 108 километрах от Букаву в провинции Мвенга, Южное Киву.
О резне, произошедшей в декабре 1999 года, первым сообщило римско-католическое информационное агентство MISNA, базирующееся в Риме.
Согласно информации MISNA, силы RCD (Движения за конголезскую демократию) ответили на нападение сил «Май-Май» в вождестве Лвинди 23 августа, в результате которого погибли люди, что и спровоцировало ответный удар со стороны RCD.
В результате нападения на католический приход в Касике на следующий день погибли 37 мирных жителей, включая приходского священника (аббата Станисласа), трех монахинь и прихожан. Также были убиты мирные жители в близлежащих населённых пунктах.
Кроме того, был убит Мвами Мубезу III, урождённый Налуинди Фрэнсис, вождь племени Лвинди. Его связали, убили мачете, вырвали сердце из груди и отрубили голову. В его резиденции были убиты ещё 26 человек.
385 человек, не убитых в церкви, попытались бежать. Однако по пути в Килунгутве их постигла жестокая участь. Нападавшие убили 43 человека и сожгли заживо 50 человек в деревне Зокве. В окрестностях Зокве, по пути в Килунгутве, в районе Калама солдаты RCD и RPA (Патриотической армии Руанды) заживо сожгли 95 человек в их домах.
В Килунгутве, в 15 милях от Касики, где другие жители деревни обычно приобретали припасы, солдаты, идентифицированные как RPA, объединённые с КОД, открыли огонь по безоружному населению, собравшемуся на центральной рыночной площади. В результате погибло по меньшей мере 173 мирных жителя.
После этого солдаты приказали жителям деревни собраться в хижинах группами по 50 человек всех возрастов, а затем убили их. Некоторые выжившие рассказали об этих зверствах следователям Amnesty International.
В другом доме насильно собрали 54 человека, связали их одеждой и убили. Тот же метод был применен для убийства ещё более 200 человек.
Во время перехода из Касики в Килунгутве, через Каламу (около 60 километров) 23 и 24 августа были жестоко убиты более 1000 мирных жителей, включая мужчин, женщин, детей и стариков, что зафиксировано в Докладе ООН о картографировании.
Точное количество разрушенных домов и другой инфраструктуры установить не удалось из-за плохих условий безопасности и проблем с защитой свидетелей.

## Последствия
Кровавые события вызвали шок и отвращение у жителей Конго, а также осуждение со стороны известных оппозиционных политиков.
Международные правозащитные организации, такие как ООН, Amnesty International и Human Rights Watch, выразили свое возмущение произошедшим. Кофи Аннан, бывший генеральный секретарь ООН, выразил глубокую обеспокоенность по поводу жертв и пообещал продолжать поддерживать инициативы на региональном уровне, направленные на установление мира в стране. Он также выразил сожаление по поводу того, что результаты расследования массовых убийств до сих пор не были обнародованы.
В ответ на кризис Лоран-Дезире Кабила приказал полностью эвакуировать повстанцев, что должно было стать условием для прекращения огня.
Возникли разногласия по поводу участия иностранных войск. Президент Зимбабве Роберт Мугабе заявил, что зимбабвийские и ангольские войска были направлены для поддержки режима Кабилы под эгидой Сообщества развития Юга Африки (САДК). Однако Нельсон Мандела не согласился с решением Мугабе, заявив, что у него не было полномочий направлять войска под эгидой САДК. Мандела выступал за мирное урегулирование конфликта.
Правительство Кабилы обвинило правительство Руанды и заявило, что не будет участвовать в переговорах о прекращении огня до тех пор, пока руандийские и угандийские войска не будут выведены из ДРК. Андре Капанга, посол ДРК в ООН, подчеркнул, что вывод войск является необходимым условием для начала конструктивного диалога о прекращении огня.